# Coupe d'Irlande du Nord féminine de football 2018
Navigation
Édition précédente Édition suivante
La 14e Coupe d'Irlande du Nord féminine de football, en anglais IFA Womens Challenge Cup, se dispute entre le 14 mai 2018 le mois de septembre de la même année. Le  Sion Swifts Ladies remet en jeu son titre obtenu en 2017. 

## Premier tour[1]
Le premier tour a lieu le 14 mai 2018.
| Club recevant               | Score        | Club visiteur          |
| --------------------------- | ------------ | ---------------------- |
| Ballymacash                 | 1-10         | East Belfast           |
| Banbridge Town Ladies       | 0-1          | Ballymena Allstars     |
| Bangor Ladies               | 0-8          | Lisburn LFC            |
| Belfast Celtic              | 3-2          | Mid Ulster Ladies      |
| Chimney Corner Breda Ladies | 2-2 t. a. b. | Comber Recr.           |
| St. James' Swifts           | 2-3 a. p.    | Crewe United Ladies FC |
| Carnmoney Ladies            | 2-0          | Downpatrick Ladies     |
| Killen Rangers              | 3-2          | Lurgan Town Ladies     |

## Deuxième tour
Le premier tour a lieu le 18 juin 2018. Ce tour voit l'entrée en lice des clubs de première division.
| Club recevant                   | Score | Club visiteur               |
| ------------------------------- | ----- | --------------------------- |
| Ballymena Allstars              | 5-0   | Crewe United Ladies FC      |
| Carnmoney                       | 6-1   | Belfast Celtic              |
| Cliftonville Ladies             | 16-0  | Chimney Corner Breda Ladies |
| Crusaders Newtownabbey Strikers | 7-0   | Portadown Ladies            |
| Glentoran Belfast United        | Remis | East Belfast                |
| Linfield Ladies                 | 12-0  | Lisburn LFC                 |
| PSNI Ladies                     | 0-15  | Sion Swifts Ladies          |
| Derry City Ladies               | 3-2   | Killen Rangers Ladies       |

## Quarts de finale
Les quarts de finale se déroulent le dimanche 9 juillet 2018
| Club recevant            | Score | Club visiteur                   |
| ------------------------ | ----- | ------------------------------- |
| Glentoran Belfast United | 6-1   | Crusaders Newtownabbey Strikers |
| Derry City Ladies        | 0-9   | Linfield Ladies                 |
| Ballymena Allstars       | 0-9   | Cliftonville Ladies             |
| Sion Swifts Ladies       | 8-0   | Carnmoney Ladies                |

## Demi-finales
les demi-finales se déroulent le 18 août 2018.
| Demi finale 1      | Sion Swifts Ladies | 0-0   | Linfield Ladies | Mill Meadow, Castledawson |  |
| 18 août 2018 20:00 |                    | (0-0) |                 |                           |  |
| 18 août 2018 20:00 | Tirs au but 3-4    |       |                 |                           |  |

| Demi finale 2      | Cliftonville Ladies | 1-5 | Glentoran Belfast United | Bangor Fuels Arena |
| 18 août 2018 20:00 |                     |     |                          |                    |

## Finale
| Finale                  | Glentoran Belfast United | 2-1 | Linfield Ladies | Windsor Park |
| 22 septembre 2018 19:30 |                          |     |                 |              |